# Alastair Scott
Pour les articles homonymes, voir Scott.
Alastair John Scott (1939-2017) est un mathématicien néo-zélandais dont les travaux en statistiques sont utilisées dans les recherches en santé publique.

## Formation et carrière
Alastair Scott étudie à l'université d'Auckland, où il obtient son B.Sc. en mathématiques en 1961 suivi d'une maîtrise en mathématiques en 1962. Il travaille un temps au New Zealand Department of Scientific and Industrial Research, avant d'obtenir en 1965 un doctorat en statistiques à l'université de Chicago. Il travaille à la London School of Economics de 1965 à 1972, puis à l'université d'Auckland de 1972 à 2005.
Il est décédé le 25 mai 2017.

## Travaux
Son article de 1981 sur les données de suivi par catégories (categorical survey data) est reconnu comme l'un des 19 articles incontournables en échantillonnage de suivi par l'International Association of Survey Statisticians dans leur recueil du Centenaire en 2001. Ces méthodes, développées avec le Pr Rao, et nommées ajustements Rao-Scott, sont largement utilisés et incorporatés dans plusieurs paquets de logiciels pour l'analyse de données de suivi.

## Prix et distinctions
En 2016 il est lauréat de la médaille Jones de la Société royale de Nouvelle-Zélande, « pour sa carrière en statistiques couvrant plus 50 ans où il a contribué à travers ses recherches originales sur l'échantillonnage et les biostatistiques, et à travers ses services à la profession statistique ».